# Даниловский район (Пензенская область)
Даниловский райо́н — административно-территориальная единица в РСФСР, существовавшая в 1935—1958 годах. Административный центр — село Даниловка.

## География
В Пензенской области район располагался в южной части вдоль границы с Саратовской областью.

## История
Район был образован 18 января 1935 года в составе Саратовского края в результате разукрупнения Лопатинского района (с декабря 1936 года — в Саратовской области).
4 февраля 1939 года передан в состав вновь образованной Пензенской области (население района составляло 21 338 чел.).
20 апреля 1940 года из Даниловского района в Шемышейский район был передан Бутурлинский сельсовет.
30 сентября 1958 года район был упразднён, его территория вошла в состав Лопатинского, Малосердобинского и Шемышейского районов.